# セイナッツァロの村役場
セイナッツァロの村役場（セイナッツァロのむらやくば、フィンランド語: Säynätsalon kunnantalo, 英語: Säynätsalo Town Hall）は、フィンランド・中央スオミ県の都市ユヴァスキュラのセイナッツァロにある建造物である。
建築家アルヴァ・アールトの設計になるもので、1993年までは主に村役場の庁舎として使用され、1994年以降は、図書館やオフィスなどを併設する多目的施設として利用されている。

## 概要
3階建ての建物で、総面積はおよそ 1,700 平方メートルである。中央広場を取り囲むようにして、コの字型の役場棟が北側に設けられ、南側に長方形の図書館棟が設けられている。
アールトの設計によると、役場棟は、東側が議会場、北側がオフィス、西側が職員住宅という構成になっている。議会場は、3階に位置している。図書館棟は、2階が図書室で、1階が店舗になっている。議会場は、議長席と向き合う形で、20席ほどの議員席が設けられ、その背後には傍聴席が設置されている。
図書館棟の東側には、御影石で造られた階段があり、この階段を上がったところに、木製のパーゴラが設けられたメインエントランスがある。図書館棟の西側には、土を木で留めた芝生の生えた階段がある。建物は、鉄筋コンクリートおよび20万個に及ぶ赤レンガで構成されてい。

## 由来
1949年、村役場の建築コンペティションが実施され、アールトが1等に入選する。同年に建築工事が着工され、1952年に完成した。1993年まで、行政機関が置かれていた。
建物と中央広場は、建築上の重要性の観点から、1994年の建造物保存命令によって保護されている。1996年から1997年にかけて、建物全体を改修する工事が行われた。2016年、ユヴァスキュラ市がこの建物で行うすべてのサービスの提供が終了する。

## 周辺・交通アクセス
北へおよそ 350 メートルほど行ったところに、セイナッツァロ教会 (fi:Säynätsalon kirkko) がある。ユヴァスキュラの中心地からは、南へおよそ 15 キロメートルほど行ったところにある。

ムーラメ (fi:Muurame) からは、東へおよそ 7 キロメートルほど行ったところにある。ヤムサ (fi:Jämsä) からは、北東へおよそ 52 キロメートルほど行ったところにある。ヨウツァ (fi:Joutsa) からは、北へおよそ 70 キロメートルほど行ったところにある。